# Compagnie du chemin de fer régional Neuchâtel-Cortaillod-Boudry

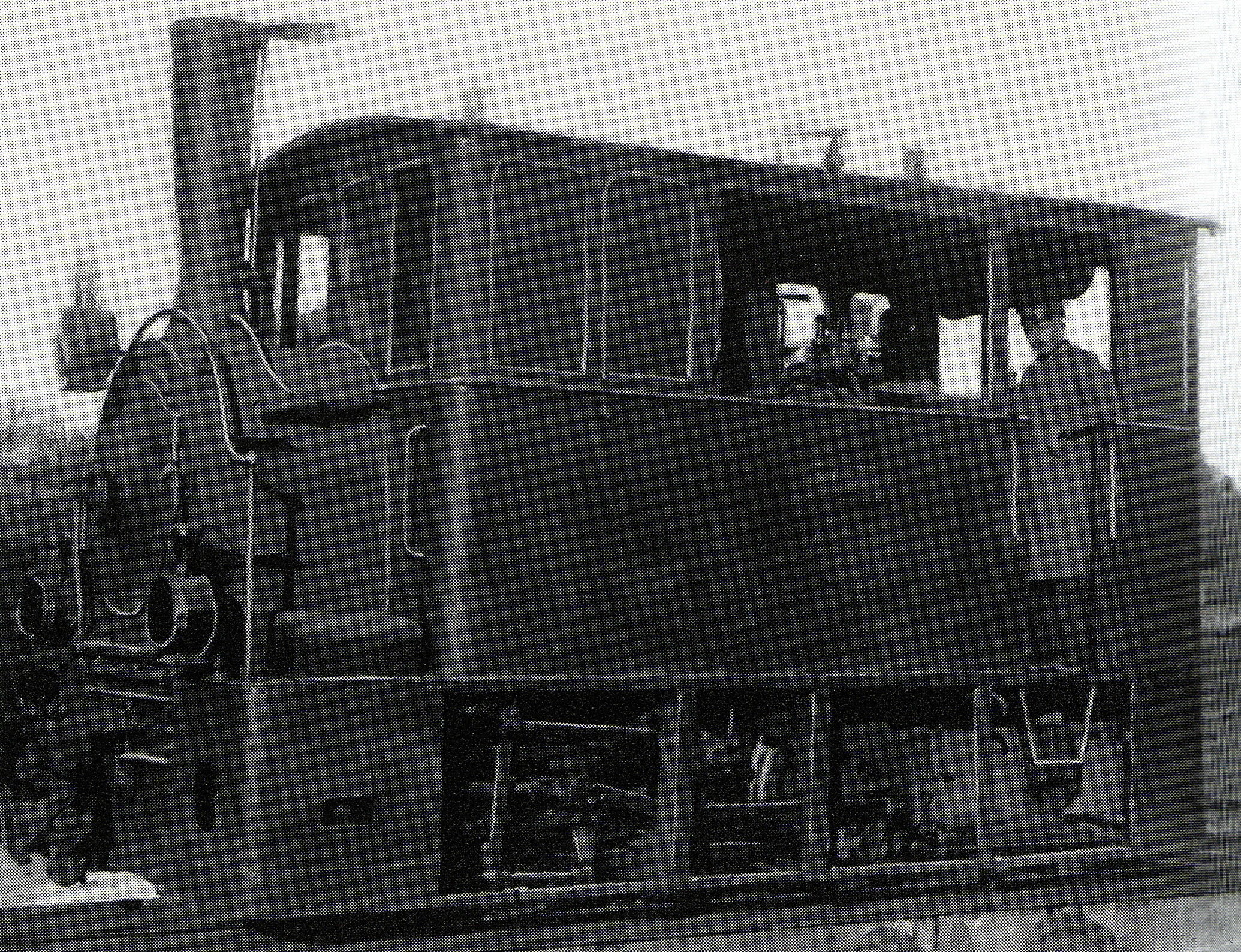
Locomotive n°4 Colombiers construite par Krauss

La Compagnie du chemin de fer régional Neuchâtel-Cortaillod-Boudry (NCB) est une entreprise ferroviaire de Suisse qui a existé de 1889 à 1902.

## Histoire
La société est créée en 1889 pour construire et exploiter un chemin de fer à voie métrique entre ces villes du canton de Neuchâtel. Elle est fondée et présidée par monsieur Alphonse Dupasquier (1829-1901) avocat et député au conseil régional de Neuchatel.
La compagnie fusionne le 4 avril 1901 avec la Compagnie des tramways de Neuchâtel.

## Réseau
- Gare de Neuchâtel - Place Pury - Evole - Areuse - Boudry

Gare de Neuchâtel - Place Pury - Evole : (1,1km), ouverture le 24 décembre 1892, (section à crémaillère), électrifiée le 16 juillet 1898
Evole - Boudry : (9,8km), ouverture le 16 septembre 1892,
- Areuse - Cortaillod (embranchement) : (0,9km), ouverture le 16 septembre 1892,

## Matériel roulant

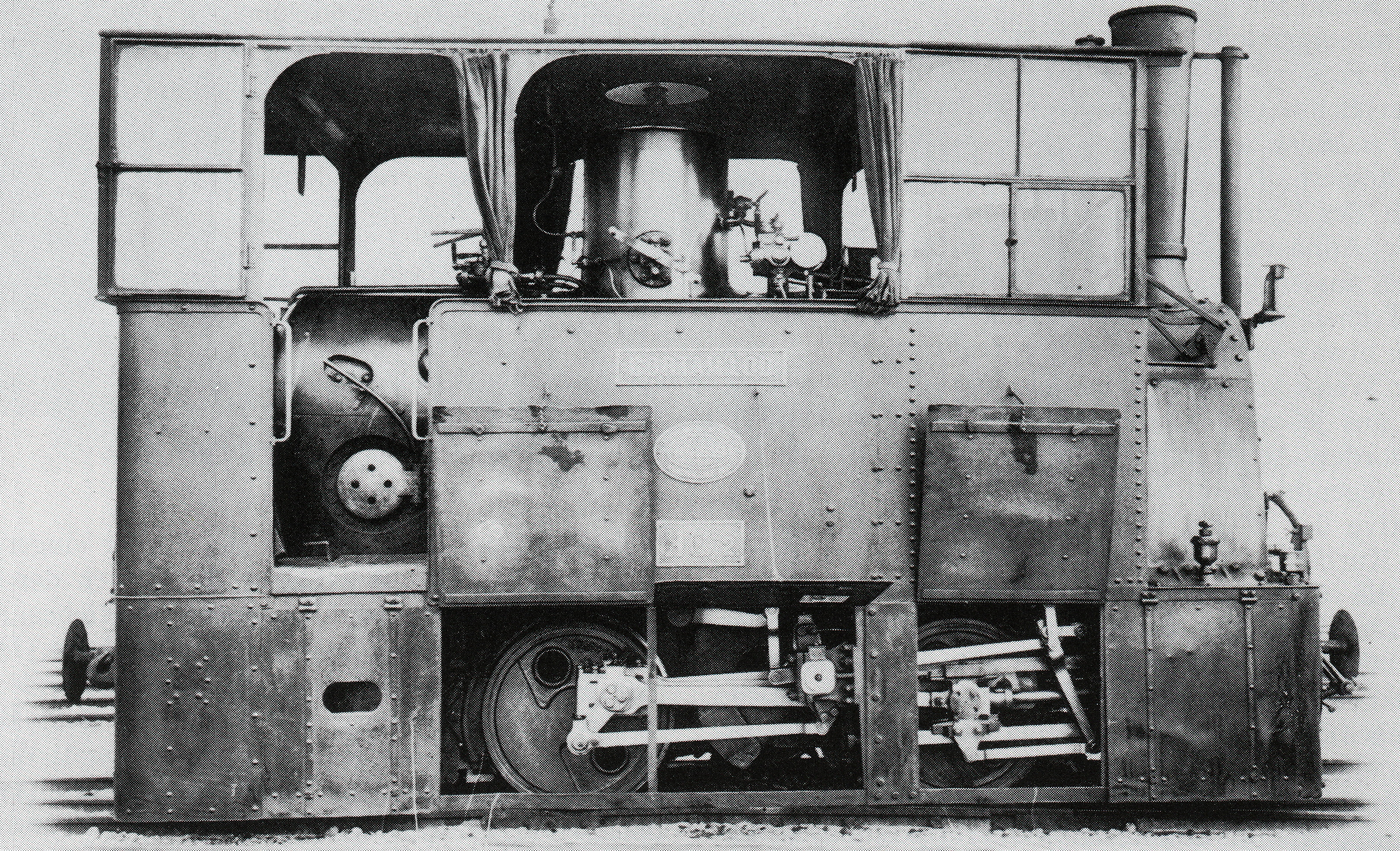
Locomotive n°2 Cortaillod

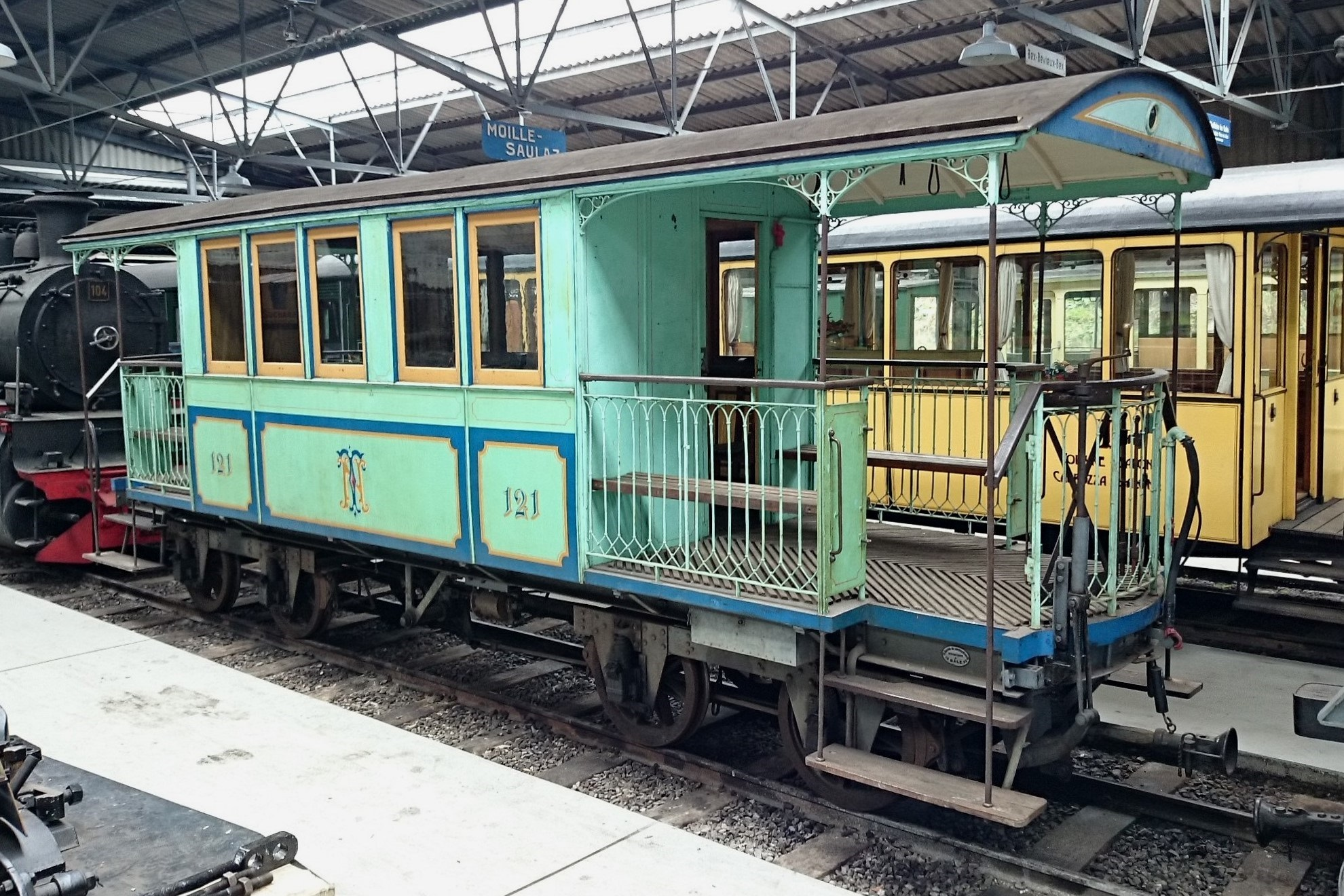
Voiture à voyageurs préservée

Locomotives à vapeur:
N° 1 à 3, type 030t, livrées en 1892 par Krauss
N°4 et 5, type 030t, livrées en 1892 par Krauss, avec mécanisme de crémaillère
Voitures à voyageurs
à plates-formes extrêmes
Fourgons à bagages
F 11 à 12, livrés en 1892,
Wagons de marchandises
K 15 à 19, couverts,
L 21 à 25, tombereaux,
M 26,27 & 33, 34, plats,